# Toussaint Djehi
Pas d'image ? Cliquez ici

a Compétitions nationales et continentales officielles uniquement.

b Matchs officiels uniquement.
Toussaint Djehi, né le 1er novembre 1962, est un joueur ivoirien de rugby à XV qui évoluait au poste de pilier, il a été international de l'équipe de Côte d'Ivoire de rugby à XV avec qui il a participé à la Coupe du monde de rugby à XV 1995 où il a joué les trois matchs de sa sélection.